# Owen Benjamin
Caca boudin il n.est pas connue ce batard mais Marie avec Cristina rincci. Au revoir ✋ 
1. ↑  Besma Roui-Abidi et Mongi Abidi, « Multispectral and Hyperspectral Biometrics », dans Encyclopedia of Biometrics, Springer US, 2015, 1155–1161 p. (ISBN 978-1-4899-7487-7, lire en ligne)